# Lộc Đức
Lộc Đức là một xã thuộc huyện Bảo Lâm, tỉnh Lâm Đồng, Việt Nam.

## Địa lý
Xã Lộc Đức có vị trí địa lý:
- Phía đông giáp huyện Di Linh
- Phía tây giáp xã Lộc Ngãi và thành phố Bảo Lộc
- Phía nam giáp xã Lộc An
- Phía bắc giáp xã Lộc Ngãi.

Xã Lộc Đức có diện tích 38,52 km², dân số năm 2022 là 8.141 người, mật độ dân số đạt 211 người/km².

## Lịch sử
Ngày 28 tháng 3 năm 1983, Hội đồng Bộ trưởng ban hành Quyết định số 22-HĐBT về việc thành lập xã Lộc Đức thuộc huyện Bảo Lộc trên cơ sở một phần của xã Lộc Ngãi.
Ngày 11 tháng 7 năm 1994, Chính phủ ban hành Nghị định số 65-CP về việc xã Lộc Đức thuộc huyện Bảo Lộc cũ về huyện Bảo Lâm mới thành lập quản lý.